# Сирийска социална националистическа партия
Сирийска социална националистическа партия (SSNP) (на арабски: الحزب السوري القومي الاجتماعي) е секуларистка националистическа политическа партия, с клонове в Ливан, Сирия, Йордания, Ирак и Палестина. Нейна цел е създаването на сирийска национална държава в съответствие с концепцията за Велика Сирия, обхващаща региона на Плодородния полумесец, териториите на Сирия, Ливан, Ирак, Йордания, Израел, Кипър, Кувейт, полуостров Синай, Югоизточна Турция и Югозападен Иран.